# Józef Gąsienica Tomków
Józef Gąsienica Tomków (ur. 1887 w Zakopanem, zm. ok. 1942 w Zakopanem lub Poroninie) – polski góral, przewodnik tatrzański i ratownik górski.

## Życiorys
W 1906 otrzymał od razu uprawnienia przewodnika II klasy, natomiast w 1911 – I klasy. Brał udział w wyprawach taternickich z wieloma wspinaczami, takimi jak Janusz Chmielowski, Jerzy Maślanka czy Mieczysław Karłowicz. Wprowadził także w taternictwo Mieczysława Szczukę. Karłowicz napisał artykuł W jesiennem słońcu („Taternik” 3/1908), w którym opisał wycieczkę z Gąsienicą Tomkowym na Ostry Szczyt.
Brał udział w wyprawach ratunkowych od początku istnienia TOPR w 1909 r. aż do 1940 r., jednak formalnie członkiem organizacji został dopiero w 1930 r. Uczestniczył m.in. w wyprawie po Wincentego Birkenmajera na Galerię Gankową w 1933 r. W roku 1922 dzierżawił schronisko na Hali Gąsienicowej.
Podczas II wojny światowej pomagał uciekać Polakom przez Tatry na Węgry, za co został uwięziony przez gestapo i zamordowany w pensjonacie „Palace” w Zakopanem lub na cmentarzu w Poroninie.
Jego bratem był Jan Gąsienica Tomków (1901–1988), także przewodnik i ratownik. Obaj do nazwiska Gąsienica dodali przydomek Tomków, pochodzący od imienia ich ojca – Tomasza.

## Upamiętnienie
Jego imię od 1954 r. noszą Tomkowe Igły w masywie Niżnich Rysów. Stefan Komornicki i Jerzy Żuławski proponowali w 1908 r., by nienazwaną wówczas jeszcze Ciemnosmreczyńską Turnię ku czci Gąsienicy Tomkowego ochrzcić mianem Józkowej Turni, jednak propozycja ta nie przyjęła się.

## Osiągnięcia taternickie
- nowy wariant na południowej ścianie Ostrego Szczytu (1906),
- pierwsze wejście na Żabiego Mnicha (1907),
- pierwsze wejście na Kaczą Turnię (1907),
- pierwsze zejście z Zadniego Mnicha na Przełączkę pod Zadnim Mnichem (1907),
- pierwsze przejście północno-wschodnią ścianą Ganku (1907),
- pierwsze wejście na Żabią Lalkę (1908),
- pierwsze przejście Grani Fajek (1908),
- pierwsze zejście wschodnią granią Niebieskiej Turni (1908).